# Declaración de Nacionalidad Vasca
La Declaración de Nacionalidad Vasca, en euskera Euskal Herriko Naziotasun Aitormena (EHNA) y a veces referido en prensa como DNI vasco haciendo una analogía con el Documento Nacional de Identidad español, es un documento tipo carné creado en 2001 y expedido desde entonces por Udalbiltza (Asamblea de Municipios y Electos Municipales de Euskal Herria).  La legalidad de su expedición así como su uso para la realización de trámites oficiales o ejercicio de derechos fundamentales, como el derecho al voto, ha sido puesta en cuestión en varias ocasiones, siendo objeto de controversia.
En palabras de propios integrantes de Udalbiltza, el EHNA es una herramienta de reivindicación política de Euskal Herria como realidad nacional. Según Mertxe Aizpurua, política de Bildu, alcaldesa de Usúrbil y presidenta de Udalbiltza; el EHNA no pretende ser un DNI vasco, sino «un documento oficial que acredite públicamente la ciudadanía vasca» que se obtenga por libre adhesión y con respeto al resto de identidades, para que quienes lo deseen puedan expresar su condición de ciudadanos vascos.

## Legalidad

### Expedición
En 2003 el Tribunal Superior de Justicia del País Vasco condenó a cuatro ayuntamientos del País Vasco (Usúrbil, Astigarraga, Dima y Munitibar) por la expedición del carné al considerar esa acción como ilegal, contraria a la legitimidad exclusiva del Estado en la expedición de documentos de identidad. En abril de 2014 la Fiscalía Superior del País Vasco se pronunció en contra de la expedición del EHNA, al considerar que Udalbiltza no tenía la competencia para emitir documentos de identidad. La declaración se produjo tras la denuncia del delegado del gobierno en el País Vasco, Carlos Urquijo, contra Udalbiltza por su campaña para promocionar el «carné vasco» entre la ciudadanía. Udalbiltza replicó que no se trataba de un documento nacional o de identidad.

### Uso
En abril de 2005, con motivo de las elecciones al Parlamento Vasco, la Junta Electoral Central declaró que el EHNA no era un documento válido para poder acreditar la identidad de los individuos y en consecuencia no podía ser usado para ninguno de los procedimientos electorales, incluyendo ejercer el derecho al voto.
En 2012, como preparativo a las elecciones al Parlamento Vasco de ese año, el Departamento de Seguridad del Gobierno Vasco publicó en una página web habilitada para informar sobre el proceso electoral que «no se puede votar con el "DNI vasco" porque no es un documento oficial acreditativo de la identidad para votar», haciendo referencia al acuerdo de la Junta Electoral Central de 2005. La página web indicaba además que quien persistiera en su intención de querer votar presentando ese documento podría ser «acusada de entorpecer el ejercicio del voto de otras personas electoras, acusación esta que puede calificarse como delito electoral».

## Tarjeta ONA
La tarjeta ONA (siglas en euskera de Osasun Nortasun Agiria, Documento de Salud e Identidad) fue creada en 2007 durante el gobierno presidido por Juan José Ibarretxe (PNV) como pieza clave de su proyecto de administración on line. Era una tarjeta inteligente destinada principalmente para los trámites oficiales relacionados con el sistema de salud de competencia autonómica. Sin embargo, la tarjeta ONA era vista por sus críticos como un documento personal similar al documento de identidad electrónico expedido por el Estado español en la medida que reemplazaba a éste para otros trámites ante la administración autonómica, foral y local del País Vasco; por lo que también recibió el calificativo de «DNI electrónico vasco». Los críticos consideraban además que existía un derroche presupuestario por la duplicidad entre ambos documentos. En 2010 el Parlamento Vasco con los votos favorables del PSE, PP y UPyD (y a iniciativa de este último) aprobó una resolución por la que urgía al fin de la distribución de dicha tarjeta. En 2012 siendo lendakari Patxi López (PSE), el Gobierno Vasco ordenó su supresión.